# Evgeny Sviridov

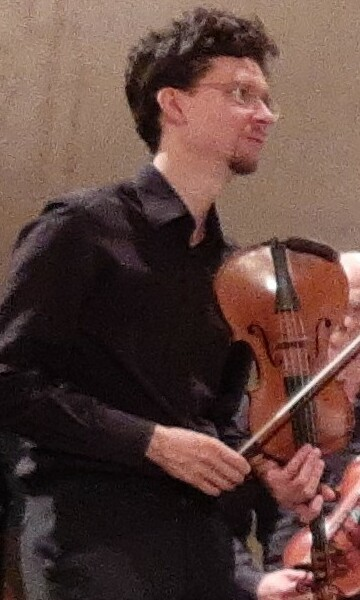
Evgeny Sviridov (2022)

Evgeny Sviridov (* 1989 in Sankt Petersburg) ist ein russischer Violinist.

## Leben und Werk
Evgeny Sviridov erlernte in seiner frühen Kindheit zuerst das Klavier- später das Violinspiel, er studierte Violine am Sankt Petersburger Konservatorium. Von 2015 bis 2017 studierte er Barockgeige in Köln. Bereits als Student gewann er renommierte Violinwettbewerbe wie den „Yehudi-Menuhin-“ in Cardiff, den „Jascha-Heifetz-Wettbewerb“ in Vilnius und den „Premio Paganini“ in Genua. 2010 gewann er, noch auf der modernen Geige den ersten Preis des „Leipziger Bachwettbewerbs“, 2016 und 2017 die ersten Preise und die Publikumspreise beim „Concours Corneille“ in Rouen und beim Wettbewerb „Musica antiqua“ in Brügge. 2018 erhielt Evgeny Sviridov den Förderpreis des Landes Nordrhein-Westfalen für junge Künstler.
Seit 2015 wirkt Sviridov als Konzertmeister bei Concerto Köln. Er wirkte auch bei weiteren Ensembles wie dem Ensemble 1700 oder dem Bremer Barockorchester als Gastviolinist. Darüber hinaus konzertiert er mit seinem eigenen Ensemble „Ludus Instrumentalis“. Als Solist und als Ensemblemusiker trat Sviridov unter anderem beim Bachfest Leipzig, den Thüringer Bachwochen und bei den Festivals von Potsdam, Cremona, Brüssel und Brügge wie auch im Concertgebouw Amsterdam, in der Kölner Philharmonie und dem Konzerthaus Berlin auf.
Beim Label „Genuin“ veröffentlichte Sviridov Werke von Johann Sebastian Bach und Heinrich Ignaz Franz Biber (2011), beim Label „ERP“ verschiedene Sonaten von Antonio Vivaldi, beim Label „Ricercar“ Violinsonaten Op. 1 (2018) und fünf Violinkonzerte (2020) von Giuseppe Tartini. Die Erstgenannte Einspielung wurde 2019 mit dem Preis der Deutschen Schallplattenkritik ausgezeichnet.
Seit Oktober 2018 hält Evgeny Sviridov einen Lehrauftrag für Barockvioline an der Hochschule für Künste Bremen.
Seit 2015 spielt Sviridov auf einer Barockgeige von Gennaro Gagliano (Neapel 1732), die ihm von der Amsterdamer Stiftung „Jumpstart“ geliehen wird. Er spielt auch auf einer modernen Geige von Paolo Leonori (Rom 1970).